# ویلر (آلاباما)
ویلر (به انگلیسی: Wheeler) یک منطقهٔ مسکونی در ایالات متحده آمریکا است که در شهرستان لارنس، آلاباما واقع شده‌است. ویلر ۱۸۱٫۹۷ متر بالاتر از سطح دریا واقع شده‌است.